# 川端康成第四短篇集「心中」を主題とせるヴアリエイシヨン
『川端康成第四短篇集「心中」を主題とせるヴアリエイシヨン』（かわばたやすなり だいよんたんぺんしゅう「しんじゅう」をしゅだいとせるヴァリエイション）は、梶井基次郎の批評・感想を含んだ短編作品。川端康成が1926年（大正15年）4月に発表した神秘的作風の掌の小説『心中』に魅了された梶井がその3か月後に、実験的にその掌編に補足説明や独自の感覚の解釈を書き加えたオマージュ的なヴァリエーション作品である。
川端の掌の小説への最初の本格的な言及として意義のある作品で、川端文学に対する梶井の「共振」や両者の文学の「類縁性」、あるいは差異が垣間見られる作品となっている。

## 発表経過
初出は1926年（大正15年）の同人雑誌『青空』7月号（第2巻第7号・通巻17号）に「小説」のカテゴリーとして掲載された。
全集収録は、梶井の死から2年後の1934年（昭和9年）6月26日に六蜂書房より500部限定で刊行の『梶井基次郎全集下巻』に収録され、その後は1947年（昭和22年）12月20日に高桐書院より刊行の『梶井基次郎全集第2巻』や、1959年（昭和34年）5月30日に筑摩書房より刊行の『梶井基次郎全集第2巻』などに収録された。
なお、タイトル中の「ヴアリエイシヨン」は、1966年（昭和41年）再発行の筑摩書房の全集までは原題のまま「ヴアリエイシヨン」であるが、現代仮名遣いを採用している収録本では「ヴァリエイション」と表記され、青空文庫などでは「ヴァリエイシヨン」とも表記されている。

## あらすじ
彼が妻と7歳の娘を置き去りにし他郷へ出奔してから2年が経つが、その間にも彼の心の中に雲蔭のように暗く過ぎるは娘のことだった。ちょうど娘と同じ年頃の娘たちが幸福そうに学校に通いながら、歌を歌ったりゴム毬をついたりする姿を見ていると、父親に捨てられた幼い者の姿が「とんとん、とんとん」と毬をつく音が彼の耳に聞えてくる。生きているか死んでいるか分からず、あるいは、自分がそんな娘を持ったことがあったのかどうかも時々定かでなくなる彼であったが、その「とんとん、とんとん」という音の響きが「不幸な生存」を彼に伝えてくる。その音に彼は苦しむが、そんな自分をどうすることも出来なかった。
「子供にゴム毬をつかせるな。その音が聞えて来るのだ。その音が俺の心臓を叩くのだ」と彼は思いあまって手紙を書く。封筒に宛先の住所だけを書くと、そんな町が存在したのかどうかも疑わしく思いながらも投函し、別の地へ移動した。その後、ゴム毬をつく音は聞えてこなくなったが、しばらくすると、いじらしい登校姿を心象に伴って娘の靴の音が聞えてきた。心が重くなった彼は、旅館の蒲団の上で、その靴に心臓を踏まれ苦しむ。
「子供を靴で学校を通わせるな。その音が聞えて来るのだ。その音が心臓を踏むのだ」と彼はまた手紙に書いて投函した。次の第三の手紙はそれからほどない1か月後に投函された。娘の発する音も、次々小さく、だんだん質が固く冷たい音になってくる。「子供に瀬戸物の茶碗で飯を食わせるな。その音が聞えてくるのだ。その音が俺の心臓を破るのだ」
彼女は自分が夫を気遣っていることや、自分達の上に願っていることなどが、夫の手紙に一筆も触れられてないことに、昔と変らない夫の冷酷を感じたが、第三の手紙には夫の強い苦しみや不自然の老いが察せられた。そして夫の短い手紙の不思議な厳かな力によって、彼女は夫の命令に従い続けた。夫の今にも破れそうな心臓を預かっているという意識の重さを感じながらも彼女は、夫はもう死んでいるのかもしれない、あるいは、かつてそんな夫を持っていたことさえ定かではないような気もしてくる。
ふと気づくと、娘が勝手に自分の茶碗を取り出してきている。「いけない！」と彼女はとっさにそれを奪い取って庭石に投げた。夫の心臓の破れる音。突然彼女は眉毛を逆立て自分の茶碗も石に投げつけた。この音こそ夫の心臓が破れる音ではないのか？ と思った彼女は、食卓を庭に突き飛ばす。さらに、壁に全身をぶつけ拳で叩いたり、襖を槍のように破り抜けたりしてみて、「この音は？」と試す。娘が泣きながら「かあさん、かあさん、かあさん」と駆け寄ってくると、彼女は娘の頬をぴしゃりと平手打ちする。「おお、この音を聞け」。
その音に呼応する木魂のように、新たな遠くの土地からの夫の手紙が来た。夫の心臓が破れなかったことに、彼女は高い喜びと同時に深い苦痛も感じた。今度の手紙には「お前達は一切の音を立てるな。戸障子の明け閉めもするな。呼吸もするな。お前達の家の時計も音を立ててはならぬ」とある。彼女は「お前達の家」と書かれたその手紙を読んで「お前達」と口に出して呟いてみた。その言葉は己れと己れらを愛しむ響きを持ち、その言葉に託した夫からの切々たる愛情が感じられた。彼女は「お前達、お前達よ」と呟きながらぽろぽろと涙を落とした。
それから、母と娘は一切の音を立てなくなった。死んだのだ。彼女達の立てる物音が即ち彼女たちの存在であった。そして夫なる者の生命も同時に消えてしまった。不思議にも、彼女達と枕を並べて死んでいたという彼は、彼女達の死とともに動かなくなった陰翳のことではなかったのだろうか。
「心中」の話を私はそういう風にきいている。

## 作品背景
※梶井基次郎の作品や随筆・書簡内からの文章の引用は〈　〉にしています（論者や評者の論文からの引用部との区別のため）。

### 川端康成に対する興味と尊敬

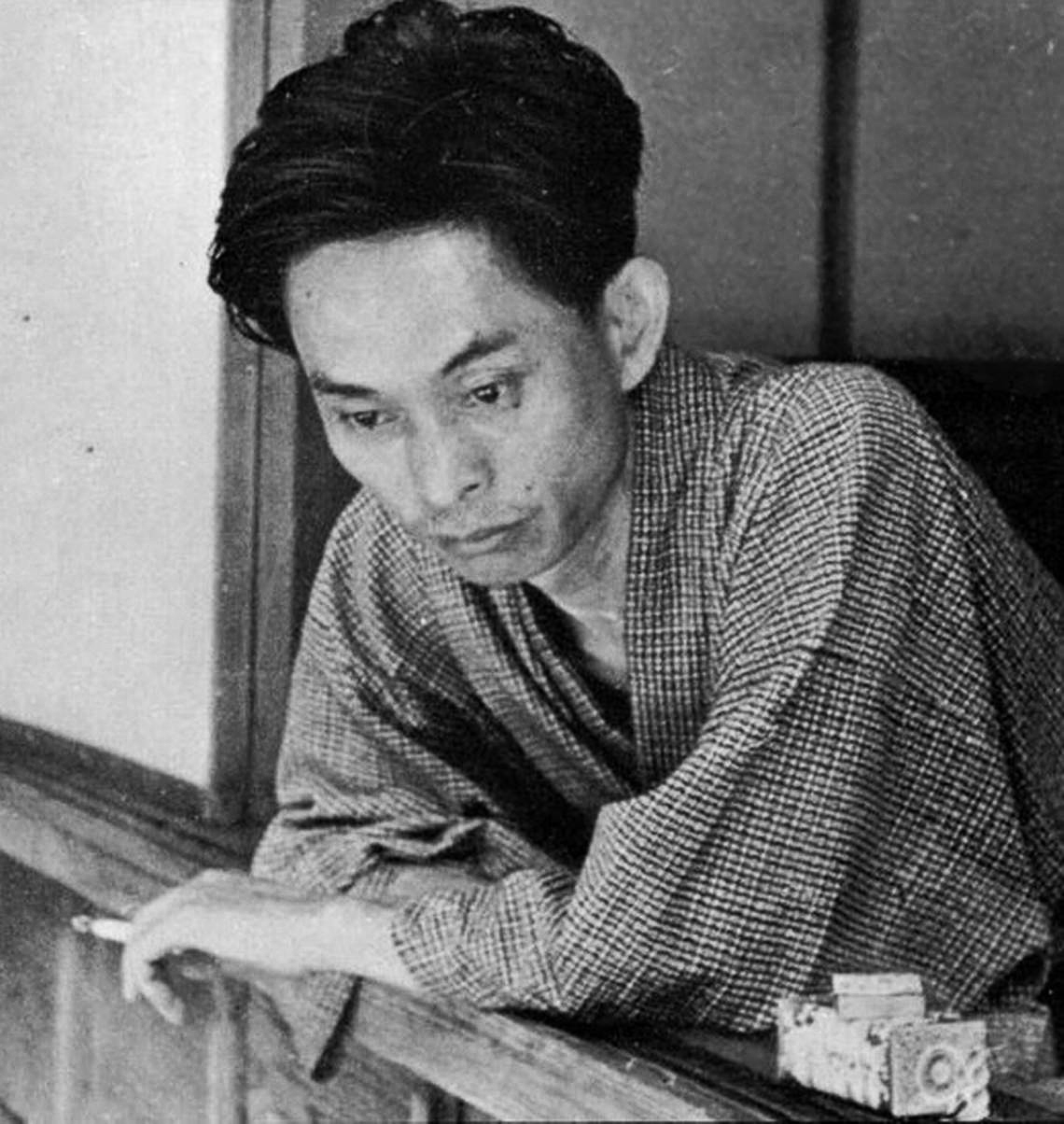
川端康成（1938年）

梶井基次郎が同人誌『青空』に作品を掲載していた当時、梶井と年齢の近い川端康成や横光利一を代表とする新感覚派と呼ばれている若手作家たちが、同人誌『文藝時代』や菊池寛主宰の『文藝春秋』に短編小説を掲載して文壇で活躍していた。
梶井の『青空』の同人にも新感覚派に影響を受けた小説を発表する者もいて、梶井自身も習作「太郎と街」（1924年）で新感覚派的な短文の連続によるスピード感のある文体の模倣とみられる試みをしたこともあった。
しかしながら、梶井は新感覚派の作家たち全般を認めておらず、唯一の例外として川端康成だけを認めていた。
新感覚派の中で例外的に尊敬していた川端が1926年（大正15年）4月に掌編『心中』を発表すると、梶井はこの作品に非常に注目し、独自の感覚の解釈の創作部分を付け加えた実験的なヴァリエーション作品を同年6月19日に執筆して『青空』7月号に発表した。梶井はこの時点ではまだ川端と面識がなかった。
川端の作品を通じて抱いた親近感から梶井はその後、持病の結核の療養も兼ねて同年の大晦日に川端のいる湯ヶ島温泉に向い、その地で初めて面識を持つことになる。川端から長逗留できる宿泊宿「湯川屋」を紹介してもらった梶井は、その後も川端が滞在している「湯本館」に足しげく通って交流し、湯ヶ島滞在時に川端の短編集『伊豆の踊子』の校正を手伝うことになる。
その時の梶井は「静かに、注意深く、楽しげに」校正に没頭し、誤植や川端の字癖などの細かい注意をして川端を少なからず狼狽させるが、「作品のごまかし」をすっかり読み取り、さらには川端自身が当初は収録するつもりもなく忘れていた『十六歳の日記』をぜひ入れるべきだと強く勧め、収録が実現する。川端は後年そのことを感謝し、「底知れない程の人のいい親切さと、懐かしく深い人柄」の梶井から、「植物や動物の頓狂な話」を興味深く聞いた思い出も述懐し、そうした植物・動物など、梶井の自然の見方を「冬の日射しのやうな――そしてそこに、ユウモアと厳しい深さとがまじつてゐた」と語っている。
梶井は湯ヶ島滞在中の翌1927年（昭和2年）4月、東京にいる淀野隆三へ川端の掌編の新作「第五短編集」群と同時期の短編『梅の雄蕊』に対する感想を、〈梅の雄蕊いゝね、姉妹四人でねるところとてもよかつた〉と伝え、〈僕は此の頃益々川端氏のものを愛すると共にますます厳しい批判をしてゆき度いと思つてゐる〉とも書き送っている。
梶井と川端に共通するものとしては、その鋭敏な感覚、幻視・幻聴・幻覚などが作品に取り入れられている点があり、共に「幻視者」だったことが挙げられている。

### 梶井の自作解題
『川端康成第四短篇集「心中」を主題とせるヴアリエイシヨン』において、原作の行間を埋めるという試みの〈契機〉について梶井は、〈私は川端氏のこの神秘的な作品を、或程度私の感覚的な経験で裏づけることの出来るのを感じたのだ〉としている。
しかし、やってみると〈神秘は平凡化〉されてしまったと梶井は自嘲し、原作『心中』に感じられる〈音〉の推移を〈素晴らしい響きの芸術である〉と賞讃している。

## 原作『心中』との違い
※梶井基次郎の作品や随筆内からの文章の引用は〈　〉にしています（論者や評者の論文からの引用部との区別のため）。
登場人物の心理を書き加えて分量が増した梶井の『川端康成第四短篇集「心中」を主題とせるヴアリエイシヨン』では、前半が夫の視点、後半は妻の視点で心理が描き分けられており、原作のもつニュアンスを敷衍しながら、別離している2人の「屈折した心のやりとり」が解析されている。
梶井が付け加えたその解釈の特徴として、以下の点が挙げられている。
1. 「実在感の希薄さ」が差し挟まれている点[29]
  - 妻子を捨てた罪悪感で子供のつくゴム毬の音に苦しめられる夫が第一の手紙を書き、〈封筒の表書をすませると、そんな国、そんな町が一体存在したのかどうかも疑はしかつた〉と感じる記述や、第三の手紙を受け取った妻が〈嘗てそんな夫を持つてゐたといふそのことさへ〉疑わしくなる記述など[29]。
2. 「捨てられた妻の側の心理」を膨らませている点[29]
  - 妻が〈夫の今にも破れさうな心臓――それを預つてゐるといふ意識〉を感じ、また、夫の手紙が子供のことだけで自分のことが全く触れられていないことへの不満を抱いて[29]、最後の夫の手紙の〈お前達〉という一語に〈己れと己れ等をいとしむ響き〉や〈切々たる愛情〉を感じ取る記述など[29][3]。
3. 最後の3人の死に対して、独自の解釈を付している点[29][3]
  - 夫も妻子と枕を並べて死んでいた不思議に対し、〈彼女達のたてる音〉が〈夫なる者の生命〉を支えていたとする解釈や[29][3]、〈彼女と枕を並べて死んでゐたといふ彼は、彼女達の死と共に動かなくなつた陰影のことではなかつたのだらうか〉という解釈を施していること[3]。

3番目に関しては、原作の最後の一文に対し梶井独自の〈陰影〉という解釈がなされており、川端特有の「心霊的な物の見方」とは異なる結部になっている。

## 作品評価・研究
※梶井基次郎の作品や随筆・書簡内からの文章の引用は〈　〉にしています（論者や評者の論文からの引用部との区別のため）。
梶井のこのヴァリエーション作品が、初出の『青空』第17号に掲載された際に、当時東京商科大学予科3年だった田中西二郎が読んで感心していたという評価がある。
後年の評価としては、元の川端の『心中』の作品評の賞讃の高さや作品研究の多さに比べると、総じて低めの評価がなされている。その一方で、川端の掌の小説の1篇に対する最初の本格的な言及としての意義もあり、一定の評価がなされている。
丸谷才一は、川端と梶井の両者の性質に共通する「放棄的な生への関心とあこがれ、病的なほど鋭利な感覚、詩と短篇小説との混同」と、その根底にある「極度に抒情的・情感的な人生への態度」といった類似性を見つつも、梶井が川端の『心中』に惹かれ敬意を示したのは、自分には無い川端の「想像力」の魅せられたからだとして以下のように考察しながら、梶井のヴァリエーション作品を「きわめて野心的な試みというべきかもしれないが、結果としてはみじめな失敗作にすぎ」なかったとしている。
林武志は、梶井自らが反省の弁を言っているように「失敗作」に終ったとしつつも、「一流の詩魂を持つ作者をしてかかる作品を書かしめた掌の小説の魅力とそれへの作者の惚れ込みようが推し測れよう」と述べて、「解釈と創作とを同時に目指した特異な作品」のその意義を評価している。 
長谷川泉は、梶井のヴァリエーション作品の意義を「梶井の機知であり、川端親炙の果ての、切ないまなざしが注がれた作品である」と評価し、梶井が川端文学の本質を洞察した言として〈匂ひ〉〈陰翳〉〈神秘〉〈引き緊つた文体〉という言葉を挙げて、この当時として「この批評は梶井の驚くべき正確な予見であった」と讃辞しながらも、梶井の試みの方は「『心中』の凝縮した、含蓄のある、緊張した文体とは違って、平明で叙述的な、平叙の文章」で、「〈神秘〉は消し去られ、説明的であり、梶井の言葉をかりれば、〈解釈〉がつけ加えられている」として、「〈匂ひ〉〈陰翳〉、そして不可知の事象は、そのヴェールをはがれて、解釈と説明がつくように記されている」と捉えている。
森晴雄も長谷川泉と同様の評価をし、「創作の形式をとった作家、梶井の一篇の作品に対する感想である」として、梶井自らが〈神秘は平凡化され、引き緊つた文体はルーズになつてしまつた〉と記していたことを敷衍して、「『心中』一篇のもつ幻想的な味わいを、あまりに現実のものとして説明しているものであった」と低評価している。
古閑章は、同じジャンルで、感性に類縁のあるヴァリエーションの試みをすることは挑戦者に分が悪いのは当然なため、川端の原作と梶井のヴァリエーション作品を比べれば、長谷川泉の評価は妥当としながらも、梶井が自身の試みの動機を〈私は川端氏のこの神秘的な作品を、或程度私の感覚的な経験で裏づけることの出来るのを感じたのだ〉と語っていたように、梶井のヴァリエーション作品には、川端文学に対する「共振の内実」や、この時期の梶井文学の「ライトモチーフ」が看取できることを指摘している。古閑は『檸檬』（1925年）の先行作品の習作『瀬山の話』（1924年）以来、梶井文学にみられる「感覚の神秘性や幻想性」が、「心霊現象や仏教における輪廻転生」を取り入れた川端文学に通じる要素を持つ点に触れ、両者の文学の「共振運動」「共振関係」の最初の具体例としての意義を論考している。
そして古閑は、その後に対面した梶井と川端が交流を重ねる中で、川端の短編集の単行本『伊豆の踊子』の校正を手伝い、祖父の介護について綴られていた川端の処女作『十六歳の日記』をその本に収録するよう勧めたというエピソードに触れて、「梶井が川端文学の才華に誰よりも注目していたのは、こうした醜を美に転換していく言葉の把握力に対してだった」とし、それは梶井の『檸檬』の中の〈見すぼらしくて美しいもの〉という「相反した言葉の葛藤から新たに焼き直される美の構造」と、川端の『文学的自叙伝』（1934年）の中で「抒情的」で惹かれるものとして語られる浅草や貧民窟などの「きたない美しさ」といった感覚の構造が、「共に醜から美を掴み出す思想の錬磨に根拠を委ねるものだったから」だと考察している。
柏倉康夫は、「川端作品のもつ象徴性」が梶井の中で「強い共鳴」を呼び「創作意欲を刺激した」このヴァリエーション作品について、「原作を充分に味読し、平明な叙述によって、原作にそいつつ新しい作品をつくりだすのに成功している」と評価し、「『心中』の一篇の鍵が、次第に高まる音響にあるという梶井の洞察は鋭い」と解説している。そして、結末の部分では川端と梶井の資質の違いが如実に表れているとして、3人が一緒に死んでいる原作の最後の一行をそのまま肯定することができなかった梶井が、夫の姿を〈陰影〉と解釈したのは、第三高等学校理科に入り一時はエンジニアを目指したことのある梶井にとって「心霊的な物の見方」は受容できなかったからで、梶井が「一種の異常な感覚者」であっても、それがイコール「超現実を信じること」を意味するわけではないとしている。
原善は、川端が『心中』の自作解題で語った「愛のかなしさを突いたつもりだつた」の「愛のかなしさ」が誰の「かなしさ」なのかを論じ、『心中』の先行評価の伊藤整や森晴雄をはじめとして、〈夫〉の哀しさや苦悩ばかりに焦点が当てられてきたことに異議を唱え、起承転結で展開されている作品を虚心に読めば、〈夫〉からの手紙で初めて〈お前達よ〉と呼ばれ喜びの涙を流す〈彼女〉（妻／母）の「愛のかなしさ」の方に『心中』の焦点があることは自明だとして、いち早く正しい読みの解釈をしていた上で前半に〈彼〉（夫）の視点を加え、後半の〈彼女〉（妻）の視点と合わせて2人の内面を描き分けていた梶井の卓見さに触れている。
そして原は、〈夫〉の哀しさばかりを焦点にしていた研究者の「偏った読み」と同じような流れで、梶井のヴァリエーション作品への不当な低評価がなされてきた流れがあるとし、その原因として彼らが梶井の自作解題における「謙遜の言葉」を真に受けてしまったことと、川端の作品を賞揚しがちな川端研究者たちが、「後進」の梶井のヴァリエーション作品の方を低く見る偏見があったことを指摘している。

## おもな収録刊行本

### 選集・全集
- 『梶井基次郎全集下巻』（六蜂書房、1934年6月26日） - 限定500部
  - 装幀：清水蓼作。染色者：梅原勝次郎。菊判変型厚・紙装。紙函。口絵写真：梶井基次郎筆蹟（書簡）
  - 付録：淀野隆三・中谷孝雄「編集者の詞」。梶井基次郎年譜
  - 収録作品：
    - 〔断片・遺稿〕：「貧しい生活より」「彷徨」「帰宅前後」「小さき良心」「裸像を盗む男」
    - 〔批評・感想〕：「青空同人印象記」「川端康成第四短篇集「心中」を主題とせるヴアリエイシヨン」「六号雑記」「『新潮』十月新人号小説評」「『青空語』への感想」「『亞』の回想」「『戦旗』『文芸戦線』七月号創作評」「『青空』のことなど」「詩集『戦争』」「『親近』と『拒絶』」
    - 〔日記〕：「第一帖」（大正9年・10年）から「第十帖」（昭和7年）まで
    - 〔書簡〕：大正8年から昭和7年まで
- 『梶井基次郎全集第2巻』（高桐書院、1947年12月20日）
  - 装幀：清水蓼作。題簽：川端康成。B6判厚・紙装。口絵写真：原稿写真
  - 収録作品：
    - 〔小説〕：「冬の日」「櫻の樹の下には」「器楽的幻覚」「蒼穹」「筧の話」「冬の蠅」「ある崖上の感情」「愛撫」「闇の絵巻」「交尾」「のんきな患者」
    - 〔遺稿・断片〕：「冬の日」「家」「栗鼠は籠にはいつてゐる」「闇の書」「闇への書」「雲」「奇妙な手品師」「猫」「琴を持つた乞食と舞踏人形」「海」「交尾」「籔熊亭」「温泉」
    - 〔批評・感想〕：「青空同人印象記」「川端康成第四短篇集「心中」を主題とせるヴアリエイシヨン」「六号雑記」「『新潮』十月新人号小説評」「『青空語』への感想」「『亞』の回想」「『戦旗』『文芸戦線』七月号創作評」「『青空』のことなど」「詩集『戦争』」「『親近』と『拒絶』」
    - 〔日記〕：「第四帖」（大正12年・13年）から「第十一帖」（昭和7年）まで
- 『梶井基次郎全集第2巻』（筑摩書房、1959年5月30日）
  - 題簽：川端康成。A5判変型厚・布装。紙函。口絵写真：梶井基次郎（三高時代）、筆蹟（「湯ヶ島日記」より）
  - 付録：梶井ひさ「看護日記」。淀野隆三「後記」
  - 収録作品：
    - 〔遺稿・断片〕：「栗鼠は籠にはいつてゐる」「闇の書」「夕焼雲」「奇妙な手品師」「猫」「琴を持つた乞食と舞踏人形」「海」「薬」「交尾」「雲」「籔熊亭」「温泉」
    - 〔批評・感想〕：「川端康成第四短篇集「心中」を主題とせるヴアリエイシヨン」「『新潮』十月新人号小説評」「『戦旗』『文芸戦線』七月号創作評」「詩集『戦争』」「青空同人印象記」「浅見淵君に就いて」「『亞』の回想」「『青空』のことなど」「講演会 其他」「編集後記」「編集後記」「『青空語』に寄せて」「編集後記」
    - 〔日記〕：「第一帖」（大正9年・11年）から「第十六帖」（昭和7年）まで

  - ※ 1966年5月25日に再刊
- 『梶井基次郎全集第2巻』（筑摩書房、1966年5月25日）
  - 題簽：川端康成。A5判変型厚・布装。紙函。口絵写真：梶井基次郎（三高時代）、筆蹟（「湯ヶ島日記」より）
  - 月報2：中谷孝雄「梶井と京都」。小島信夫「詩と骨格」。宇野千代「梶井さんの思い出」
  - 付録：梶井ひさ「看護日記」。淀野隆三「後記」
  - 収録作品：1959年5月の初刊と同じ。
- 『梶井基次郎選集全1巻』（大和書房、1969年12月20日）
  - B6判厚・クロス装。機械函。付録：中谷孝雄「解説」
  - 収録作品：
    - 〔小説〕：「檸檬」「城のある町にて」「路上」「過古」「ある心の風景」「冬の日」「蒼穹」「冬の蠅」「ある崖上の感情」「愛撫」「闇の絵巻」「交尾」「のんきな患者」
    - 〔遺稿〕：「瀬山の話」「夕凪橋の狸」「貧しい生活より」
    - 〔書簡〕：大正10年から昭和7年まで
    - 〔批評・感想〕：「川端康成第四短篇集「心中」を主題とせるヴアリエイシヨン」「詩集『戦争』」「『親近』と『拒絶』」「『青空』のことなど」
    - 〔日記〕：大正14年・15年
- 『梶井基次郎全集第1巻 作品・草稿』（筑摩書房、1999年11月）
  - 装幀：中山銀士。題簽：梶井基次郎。A5変型判。函入。
  - 収録作品：
    - 〔小説〕：「檸檬」「城のある町にて」「泥濘」「路上」「過古」「雪後」「ある心の風景」「Kの昇天」「冬の日」「桜の樹の下には」「器楽的幻覚」「筧の話」「蒼穹」「冬の蝿」「ある崖上の感情」「愛撫」「闇の絵巻」「交尾」「のんきな患者」
    - 〔批評・感想〕：「『新潮』十月新人号小説評」「『亞』の回想」「淺見淵君に就いて」「『戦旗』『文藝戦線』七月号創作評」「『青空』のことなど」「詩集『戦争』」「『親近』と『拒絶』」「講演会 其他」「編集後記（大正15年3月号）」「編集後記（大正15年4月号）」「青空同人印象記」「編集後記（大正15年9月号）」「『青空語』に寄せて」「編集後記（昭和2年1月号）」
    - 〔遺稿・習作・感想〕：「奎吉」「矛盾の樣な真実」「太郎と街」「橡の花――或る私信」「川端康成第四短篇集「心中」を主題とせるヴアリエイシヨン」
    - 〔作文、詩歌・戯曲草稿、断片〕：「秋の曙」「秘やかな楽しみ」「秋の日の下」「愛する少女達」「河岸（一幕）」「永劫回歸」「攀じ登る男（一幕）」「凱歌（一幕）」
    - 〔小説草稿、断片群、草稿〕：「小さき良心」「喧嘩」「鼠」「裸像を盗む男」「不幸」「帰宅前後」「卑怯者」「彷徨」「彷徨の一部発展」「大蒜―水滸伝」「母親」「矛盾の様な真実」「奎吉」「カッフェー・ラーヴェン」「瀬戸内海の夜」

### 単行本
- 『ザ・基次郎――梶井基次郎全作品全一冊』（第三書館、1985年10月15日）
  - 菊判。仮装本
  - 収録作品：
    - 〔小説〕：「檸檬」「城のある町にて」「泥濘」「路上」「橡の花」「過古」「雪後」「ある心の風景」「Kの昇天」「冬の日」「桜の樹の下には」「器楽的幻覚」「蒼穹」「筧の話」「冬の蝿」「ある崖上の感情」「愛撫」「闇の絵巻」「交尾」「のんきな患者」
    - 〔遺稿・習作〕：「母親」「奎吉」「矛盾の樣な真実」「『檸檬』を挿話とする断片」「夕凪橋の狸」「太郎と街」「瀬山の話」「犬を売る露店」「雪の日」「家」「栗鼠は籠にはいつてゐる」「闇への書」「闇の書」「雲」「奇妙な手品師」「猫」「琴を持つた乞食と舞踏人形」「海」「籔熊亭」「温泉」「貧しい生活より」「不幸」「卑怯者」「大蒜」「鼠」「カッフェー・ラーヴェン」「瀬戸内海の夜」「汽車」「凧」「河岸」「攀じ登る男」「薬」「交尾」「詩」「彷徨」「帰宅前後」「小さき良心」「裸像を盗む男」
    - 〔批評・感想〕：「青空同人印象記」「川端康成第四短篇集「心中」を主題とせるヴァリエイション」「六号記」「『新潮』十月新人号小説評」「『青空語』への感想」「『亞』の回想」「『戦旗』『文藝戦線』七月号創作評」「『青空』のことなど」「詩集『戦争』」「『親近』と『拒絶』」
    - 〔日記、書簡〕：日記、書簡